# Calophasia liberatii
Calophasia liberatii är en fjärilsart som beskrevs av Turati 1924. Calophasia liberatii ingår i släktet Calophasia och familjen nattflyn. Inga underarter finns listade i Catalogue of Life.